# اورگان، میشیگان
اورگان (به انگلیسی: Oregon Township) یک منطقهٔ مسکونی در ایالات متحده آمریکا است که در شهرستان لپیر، میشیگان واقع شده‌است.
 اورگان ۹۱٫۳ کیلومتر مربع مساحت و ۵٬۷۸۶ نفر جمعیت دارد و ۲۴۵ متر بالاتر از سطح دریا واقع شده‌است.